# Strafe

Esempio di strafe circolare effettuato dal giocatore blu

Strafe, nei videogiochi tridimensionali, indica il modo in cui si muove un personaggio quando scorre lateralmente senza cambiare la direzione in cui guarda; si distingue dal movimento normale in avanti o indietro e dalla rotazione su sé stessi.
Letteralmente, il termine inglese strafe significa mitragliare da un velivolo a volo radente, nei giochi tradotti in italiano viene lasciato invariato o tradotto in vari modi.
Un utilizzo tipico è negli sparatutto, dove il movimento laterale rende possibile schivare i colpi nemici continuando a guardare nella direzione del nemico, potendo così tenerlo d'occhio e sparargli a sua volta. Lo strafe circolare o circle strafe consiste nel muoversi in circolo intorno al nemico, guardando sempre verso il nemico che è fermo al centro del circolo, e si ottiene dosando opportunamente strafe e rotazioni.

## Controlli
Per effettuare questo movimento, a volte il giocatore ha a disposizione un apposito tasto di strafe, che va tenuto premuto mentre si premono gli altri tasti di movimento; ad esempio la freccia destra, se normalmente fa ruotare il personaggio verso destra, quando contemporaneamente è tenuto premuto l'altro tasto diventa strafe a destra.
In alternativa, molti giochi mettono a disposizione i controlli WASD per il movimento in avanti e lo strafe, mentre il mouse o i tasti freccia gestiscono la rotazione.

## Straferunning
Lo straferunning (noto anche come speed-strafing tra i giocatori di GoldenEye e Perfect Dark, e come trichording tra i giocatori di Descent) è una tecnica che permette ai giocatori di correre più velocemente attraverso un livello, usando contemporaneamente il movimento in avanti e lo strafe laterale. Il gioco combina queste azioni fino ad ottenere circa 1,4 (radice quadrata di 2) volte la velocità rispetto ad un movimento in un'unica direzione. Il metodo può essere rappresentato usando l'addizione di un vettore. Pathways Into Darkness è stato uno dei primi videogiochi a permettere lo straferunning, mentre Doom uno dei più importanti.

I giochi nei quali lo straferunning viene impiegato, in genere, lo permettono indipendentemente dalla direzione (laterale) in cui si corre. Se, per ogni aggiornamento della posizione del giocatore, il gioco muove quest'ultimo di una unità in avanti, e dopo una unità lateralmente, la distanza totale percorsa sarà uguale alla {\displaystyle {\sqrt {2}}}. Quindi, nei giochi con questo comportamento, muovendosi lateralmente mentre si va avanti, darà un vantaggio maggiore rispetto a quando ci si muove solo in avanti, anche se il giocatore si muoverà diagonalmente rispetto alla posizione a cui sta guardando. Questa caratteristica è potenziata nei giochi tridimensionali, quali Descent. È da notare che, nei primi due giochi della serie Descent, lo straferunning era noto come un glitch, mentre nel terzo è stato inserito appositamente.